# Myotis
 (août 2024).
Si vous disposez d'ouvrages ou d'articles de référence ou si vous connaissez des sites web de qualité traitant du thème abordé ici, merci de compléter l'article en donnant les références utiles à sa vérifiabilité et en les liant à la section « Notes et références ».
Genre
Répartition géographique
Myotis est un genre de chauves-souris de la famille des Vespertilionidae, dont les espèces sont appelées murins, et anciennement verspertilions. On dénombre près de 130 espèces dans ce genre, ce qui en fait le genre de chauves-souris le plus riche en espèces. Ces espèces sont réparties sur tous les continents, à l'exception de certaines régions d'Australasie. L'étude de leur diversité et de leur classification fait toujours l'objet d'intenses travaux, et de nouvelles espèces sont même découvertes dans des régions très étudiées depuis longtemps, comme en témoigne par exemple la découverte en Europe du Murin d'Alcathoé (Myotis alcathoe) en 2001, ou du Murin cryptique (Myotis crypticus) en 2019. Les anciens découpages en sous-genres ont largement été invalidées par les recherches en phylogénie plus récentes, et de grands groupes ayant une bonne cohérence biogéographique, plutôt que des ressemblances morphologiques de surface, sont aujourd'hui distingués.

## Répartition géographique
Animaux cosmopolites, Myotis est le genre de chauve-souris le plus varié et le plus répandu à travers le Monde : on les trouve sur tous les continents, à l'exception de l’Antarctique.

## Caractéristiques
Ces chauves-souris doivent leur nom grec (myotis = « oreilles de souris », mouse-eared bats en anglais) à la similitude de leurs oreilles avec celles des souris. Mais à l'opposé de ces dernières, les chauves-souris possèdent un tragus fonctionnel, mobile et qui peut obturer le conduit auditif. La forme et la taille des oreilles et des tragus sont d'importants signes distinctifs pour la reconnaissance des animaux endormis. On distingue également les différentes espèces grâce aux différences de longueur des avant-bras, aux habitus et aux caractéristiques de l’aile membranaire. Le coloris de la fourrure sur le dos de l'animal oscille entre différentes tonalités de gris et de brun. La face ventrale est le plus souvent nettement plus claire, tirant même presque sur le blanc. La transition entre le poil plus foncé de la face dorsale et celui, plus clair, de la face ventrale, est le plus souvent tranchée. Le diamètre crânien des individus du genre myotis est compris entre 35 et 100 mm, la queue mesure entre 28 et 65 mm de long. Le poids varie de 3 grammes pour les plus petites espèces, à 45 grammes pour Myotis myotis. Notons aussi que ce genre possède un long museau poilu.
La formule dentaire des murins est (en notation de Palmer ?) 2133/3133. Les murins jouissent ainsi d'un nombre maximum de 38 dents. Notons que le nombre de dents n'est d'aucune aide pour identifier l'espèce d'une chauve-souris du genre Myotis.

## Biotope

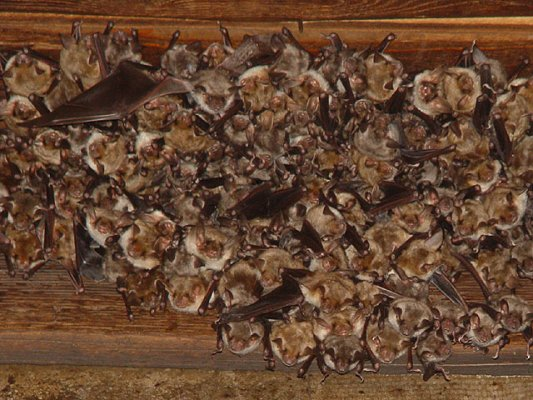
Une colonie de Myotis myotis.

On rencontre les chauves-souris du genre Myotis dans un grand nombre de biotopes, des déserts aux forêts tropicales et aux régions de montagne. Toutes ces espèces, dont le genre de vie est nocturne, dorment le jour dans les grottes, les puits de mine, les greniers, les dendrotelmes ou toute autre cavité sombre. La plupart des espèces vivent en groupe, groupes dont l'effectif peut varier de quelques individus à des centaines de milliers. Dans les pays froids, elles observent une période d’hibernation, qui les pousse à prendre leurs quartiers d'hiver ou à migrer vers des régions plus chaudes.

### Alimentation
En Europe toutes les espèces se nourrissent presque exclusivement d’arthropodes. Les insectes sont les principales proies, mais les araignées et les mille-pattes sont aussi appréciés. Les proies sont souvent attrapées en plein vol, mais quelques espèces atterrissent sur le sol ou d'autres perchoirs comme les feuilles ou les murs, pour y pourchasser leurs proies en grimpant. Certaines espèces, dont la plus connue est Myotis vivesi du Mexique, se nourrissent surtout de poisson. Elles sont adaptées à la pêche par leurs longues pattes arrière munies de grandes griffes.

### Reproduction

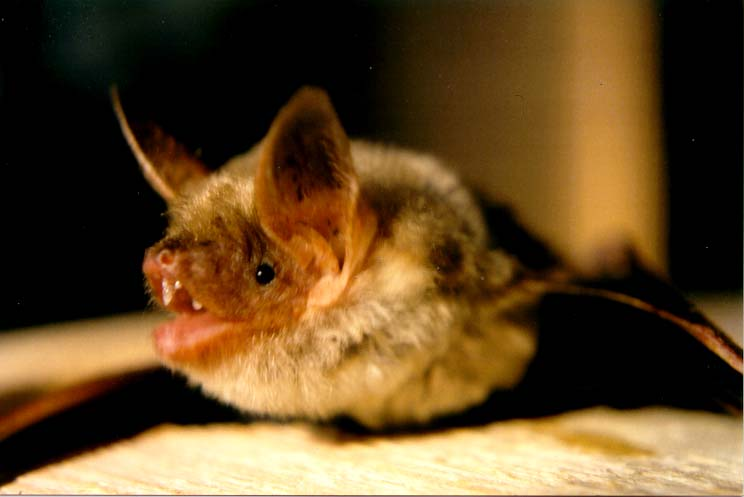
Gros plan d'un Myotis.

Dans les régions tempérées, l'accouplement a lieu le plus souvent à l'automne ou au début de l'hiver : le sperme du mâle est ensuite maintenu quelques mois dans le conduit génital de la femelle de sorte que la fécondation et le début de la grossesse ne surviennent qu'au printemps. Dans les pays tropicaux au contraire, l'accouplement peut intervenir tout au long de l'année. Après une grossesse de 50 à 70 jours, la mère ne met généralement au monde qu’un seul petit. Chez la plupart des espèces, les femelles se retirent entre elles dans des abris pour mettre au monde et élever leurs petits.
L'espérance de vie de ces chauves-souris, dans les conditions de vie sauvage, doit se situer entre six et sept ans. Mais beaucoup d'individus vivent sensiblement plus vieux : une Myotis lucifugus a ainsi vécu 29 années.

## Noms vernaculaires et noms scientifiques correspondants
Noms vernaculaires en français, par ordre alphabétique.

Note : certaines espèces ont plusieurs noms.
En dehors du grand et du petit murin, on emploie aussi bien le terme vespertilion que celui de murin :
- Grand murin - Myotis myotis
- Murin de Brandt - Myotis brandtii
- Petit murin - Myotis blythii
- Vespertilion de Brandt - voir Murin de Brandt
- etc.

## Systématique
Il y a exactement 90 espèces de Myotis différentes. Certaines espèces sont si proches qu'on peut à peine les différencier par des signes extérieurs. Cela explique l'identification encore récente de certaines espèces, dont les individus étaient auparavant assimilés à une autre espèce.

### Liste des sous-genres
[réf. nécessaire]
- Sous-genre Myotis (Myotis)
- Sous-genre Myotis (Chrysopteron)
- Sous-genre Myotis (Selysius)
- Sous-genre Myotis (Isotus)
- Sous-genre Myotis (Leuconœ)
- Sous-genre Myotis (Pisonyx)
- Sous-genre Myotis (Cistugo)

### Liste d'espèces
Selon BioLib (20 mai 2019), Catalogue of Life (20 mai 2019), ITIS (20 mai 2019), Mammal Species of the World (version 3, 2005)  (20 mai 2019) et NCBI (20 mai 2019) :
- Myotis abei (Yoshikura, 1944)
- Myotis adversus (Horsfield, 1824)
- Myotis aelleni (Baud, 1979)
- Myotis albescens (É. Geoffroy, 1806)
- Myotis alcathoe (von Helversen & Heller, 2001)
- Myotis altarium (Thomas, 1911)
- Myotis ancricola (Kruskop, Borisenko, Dudorova & Artyushin, 2018)
- Myotis anjouanensis (Dorst, 1960)
- Myotis annamiticus (Kruskop & Tsytsulina, 2001)
- Myotis annatessae (Kruskop & Borisenko, 2013)
- Myotis annectans (Dobson, 1871)
- Myotis araxenus (Dahl, 1947)
- Myotis atacamensis (Lataste, 1892)
- Myotis ater (Peters, 1866)
- Myotis aurascens (Kuzyakin, 1935)
- Myotis auriculus (Baker & Stains, 1955)
- Myotis australis (Dobson, 1878)
- Myotis austroriparius (Rhoads, 1897)
- Myotis badius (Tiunov, Kruskop & Feng, 2011)
- Myotis bechsteinii (Kuhl, 1817)
- Myotis blythii (Tomes, 1857)
- Myotis bocagii (Peters, 1870)
- Myotis bombinus (Thomas, 1906)
- Myotis brandtii (Eversmann, 1845)
- Myotis bucharensis (Kuzyakin, 1950)
- Myotis californicus (Audubon & Bachman, 1842)
- Myotis capaccinii (Bonaparte, 1837)
- Myotis chiloensis (Waterhouse, 1840)
- Myotis chinensis (Tomes, 1857)
- Myotis ciliolabrum (Merriam, 1886)
- Myotis cobanensis (Goodwin, 1955)
- Myotis crypticus (Ruedi, Ibáñez, Salicini, Juste & Puechmaille, 2019)
- Myotis csorbai (Topál, 1997)
- Myotis dasycneme (Boie, 1825)
- Myotis daubentonii (Kuhl, 1817)
- Myotis davidii (Peters, 1869)
- Myotis dieteri (Happold, 2005)
- Myotis diminutus (Moratelli & Wilson, 2010)
- Myotis dominicensis (Miller, 1902)
- Myotis elegans (Hall, 1962)
- Myotis emarginatus (É. Geoffroy, 1806)
- Myotis escalerai (Cabrera, 1904)
- Myotis evotis (H. Allen, 1864)
- Myotis fimbriatus (Peters, 1871)
- Myotis findleyi (Bogan, 1978)
- Myotis flavus (Shamel, 1944)
- Myotis formosus (Hodgson, 1835)
- Myotis fortidens (Miller & G. M. Allen, 1928)
- Myotis frater (G. M. Allen, 1923)
- Myotis gomantongensis (Francis & Hill, 1998)
- Myotis goudoti (A. Smith, 1834)
- Myotis gracilis (Ognev, 1927)
- Myotis grisescens (A. H. Howell, 1909)
- Myotis hajastanicus (Argyropulo, 1939)
- Myotis handleyi (Moratelli & al., 2013)
- Myotis hasseltii (Temminck, 1840)
- Myotis hermani (Thomas, 1923)
- Myotis horsfieldii (Temminck, 1840)
- Myotis hosonoi (Imaizumi, 1954)
- Myotis hoveli (Harrison, 1964)
- Myotis hyrcanicus (Benda, Reiter & Vallo, 2012)
- Myotis ikonnikovi (Ognev, 1912)
- Myotis indochinensis (Son, Görföl, Francis, Motokawa, Estók, Endo, Thong, Dang, Oshida & Csorba, 2013)
- Myotis insularum (Dobson, 1878)
- Myotis izecksohni (Moratelli, Peracchi, Dias & de Oliveira, 2011)
- Myotis keaysi (J. A. Allen, 1914)
- Myotis keenii (Merriam, 1895)
- Myotis laniger (Peters, 1871)
- Myotis lavali (Moratelli, Peracchi, Dias & de Oliveira, 2011)
- Myotis leibii (Audubon & Bachman, 1842)
- Myotis levis (I. Geoffroy, 1824)
- Myotis longipes (Dobson, 1873)
- Myotis lucifugus (Le Conte, 1831)
- Myotis macrodactylus (Temminck, 1840)
- Myotis macropus (Gould, 1855)
- Myotis macrotarsus (Waterhouse, 1845)
- Myotis martiniquensis (LaVal, 1973)
- Myotis melanorhinus (Merriam, 1890)
- Myotis midastactus (Moratelli & Wilson, 2014)
- Myotis moluccarum (Thomas, 1915)
- Myotis montivagus (Dobson, 1874)
- Myotis morrisi (Hill, 1971)
- Myotis muricola (Gray, 1846)
- Myotis myotis (Borkhausen, 1797)
- Myotis mystacinus (Kuhl, 1817)
- Myotis nattereri (Kuhl, 1817)
- Myotis nesopolus (Miller, 1900)
- Myotis nigricans (Schinz, 1821)
- Myotis nipalensis (Dobson, 1871)
- Myotis occultus (Hollister, 1909)
- Myotis oreias (Temminck, 1840)
- Myotis oxygnathus (Monticelli, 1885)
- Myotis oxyotus (Peters, 1867)
- Myotis ozensis (Imaizumi, 1954)
- Myotis peninsularis (Miller, 1898)
- Myotis pequinius (Thomas, 1908)
- Myotis petax (Hollister, 1912)
- Myotis peytoni (Wroughton & Ryley, 1913)
- Myotis phanluongi (Borisenko, Kruskop & Ivanova, 2008)
- Myotis planiceps (Baker, 1955)
- Myotis pruinosus (Yoshiyuki, 1971)
- Myotis punicus (Felten, 1977)
- Myotis ricketti (Thomas, 1894)
- Myotis ridleyi (Thomas, 1898)
- Myotis riparius (Handley, 1960)
- Myotis rosseti (Oey, 1951)
- Myotis ruber (É. Geoffroy, 1806)
- Myotis rufoniger (Tomes, 1858)
- Myotis rufopictus (Waterhouse, 1845)
- Myotis schaubi (Kormos, 1934)
- Myotis scotti (Thomas, 1927)
- Myotis secundus (Ruedi, Csorba, Lin & Chou, 2015)
- Myotis septentrionalis (Trouessart, 1897)
- Myotis sibiricus (Kastschenko, 1905)
- Myotis sicarius (Thomas, 1915)
- Myotis siligorensis (Horsfield, 1855)
- Myotis simus (Thomas, 1901)
- Myotis sodalis (Miller & G. M. Allen, 1928)
- Myotis soror (Ruedi, Csorba, Lin & Chou, 2015)
- Myotis stalkeri (Thomas, 1910)
- Myotis taiwanensis (Ärnbäck-Christie Linde, 1908)
- Myotis thysanodes (Miller, 1897)
- Myotis tricolor (Temminck, 1832)
- Myotis tschuliensis (Kuzyakin, 1935)
- Myotis velifer (J. A. Allen, 1890)
- Myotis vivesi (Ménègaux, 1901)
- Myotis volans (H. Allen, 1866)
- Myotis watasei (Kishida, 1924)
- Myotis welwitschii (Gray, 1866)
- Myotis yanbarensis (Maeda & Matsumura, 1998)
- Myotis yesoensis (Yoshiyuki, 1984)
- Myotis yumanensis (H. Allen, 1864)
- Myotis zenatius (Ibáñez, Juste, Salicini, Puechmaille & Ruedi, 2019)

Selon Paleobiology Database (20 mai 2019) :
- Myotis antiquus
- Myotis austroriparius
- Myotis baranensis
- Myotis bechsteini
- Myotis belgicus
- Myotis boyeri
- Myotis californicus
- Myotis dasycneme
- Myotis daubentoni
- Myotis elegans
- Myotis emarginatus
- Myotis evotis
- Myotis grisecens
- Myotis grisescens
- Myotis helleri
- Myotis keenii
- Myotis leibii
- Myotis lucifugus
- Myotis mangamolaris
- Myotis misonnei
- Myotis murinoides
- Myotis myotis
- Myotis mystacinus
- Myotis nattereri
- Myotis oxygnathus
- Myotis rectidentis
- Myotis salodorensis
- Myotis sanctialbani
- Myotis septentrionalis
- Myotis sodalis
- Myotis thysanodes
- Myotis velifer
- Myotis volans
- Myotis yumanensis

### Espèces découvertes récemment
- † Myotis belgicus[9]
- Myotis nustrale

## Description succincte des espèces

### Sous-genreMyotis
- Myotis altarium vit en Chine méridionale et dans le nord de la Thaïlande (Thomas, 1911).
- Myotis auriculus (Baker et Stains, 1955) — vespertilion du Sud-Ouest, vit au sud-ouest des USa et en Amérique Centrale
- Myotis bechsteinii (Kuhl, 1817) — murin de Bechstein, vit en Europe et au Proche-Orient
- Myotis blythii (Tomes, 1857) — petit murin, se trouve le long des côtes méditerranéennes
- Myotis chinensis (Tomes, 1857) vit dans l'est et le sud de la Chine
- Myotis emarginatus (E. Geoffroy, 1806) — vespertilion à oreilles échancrées se trouve le long des côtes méditerranéennes
- Myotis evotis (H. Allen, 1864) — vespertilion à longues oreilles vit en Californie
- Myotis goudoti (A. Smith, 1834) — chauve-souris malgache à oreilles de souris, à Madagascar et endémique des îles Comores
- Myotis keenii (Merriam, 1895) — chauve-souris de Keen dans toute l'Amérique du Nord
- Myotis milleri (Elliot, 1903) — vespertilion de Miller survit au Mexique. Cette espèce, que l'on croyait disparue, est répertoriée comme menacée par l'UICN
- Myotis morrisi (Hill, 1971) a été contactée au Nigeria et en Éthiopie
- Myotis myotis (Borkhausen, 1797) — grand murin, le plus grand représentant du genre, est une espèce typiquement européenne.
- Myotis pequinius (Thomas, 1908) vit le long de la côte chinoise
- Myotis sicarius (Thomas, 1915) est acclimaté au Népal et au Sikkim
- Myotis thysanodes (Miller, 1897) — chauve-souris à queue frangée se rencontre de la Californie au Mexique
- Myotis tricolor (Temminck, 1832) est une espèce d'Afrique centrale et australe

### Sous-genreChrysopteron
- Myotis formosus (Hodgson, 1835) — murin d'Hodgson vit en Asie du Sud et en Indochine
- Myotis hermani est endémique de Sumatra.
- Myotis rufopictus est endémique des Philippines.
- Myotis welwitschii (Gray, 1866) vit dans le centre et le sud de l'Afrique.

### Sous-genreSelysius
- Myotis abei (Yoshikura, 1944) ne se trouve que sur l'île de Sakhaline
- Myotis alcathoe (Helversen & Heller, 2001) [10], classé récemment espèce autonome, ne vit qu'en Europe
- Myotis annectans (Dobson, 1871) en Asie du Sud-Est
- Myotis atacamensis (Lataste, 1892) dans l'Amérique andine
- Myotis australis (Dobson, 1878) vit en Nouvelle-Galles du Sud en Australie
- Myotis brandtii (Eversmann, 1845) — murin de Brandt vit dans toute l'Eurasie
- Myotis californicus (Audubon et Bachman, 1842) vit en Californie et au Mexique
- Myotis dominicensis (Miller, 1902) — Myotis de Dominique dans l'île des Antilles du même nom
- Myotis elegans (Hall, 1962) vit en Amérique centrale
- Myotis findleyi (Bogan, 1978) a été identifié sur la côte ouest du Mexique ; cette espèce est menacée.
- Myotis frater (G. M. Allen, 1923) vit en Asie centrale et en Extrême-Orient
- Myotis hosonoi (Imaizumi, 1954) est endémique de l'île de Honshu au Japon
- Myotis ikonnikovi (Ognev, 1912) est une chauve-souris trouvée en Sibérie orientale, en Corée et dans l'île de Hokkaidō
- Myotis insularum (Dobson, 1878) typique des îles Samoa
- Myotis keaysi (J. A. Allen, 1914) vit en Amérique centrale et en Amérique du Sud
- Myotis leibii (Audubon et Bachman, 1842) — chauve-souris pygmée vit sur la côte est des États-Unis et du Canada
- Myotis martiniquensis (LaVal, 1973) — murin martiniquais
- Myotis muricola (Gray, 1846) vit dans le sud de l'Asie
- Myotis mystacinus (Kuhl, 1817) — murin à moustaches vit dans toute l'Eurasie
- Myotis nesopolus (Miller, 1900) se trouve à Curaçao et au Venezuela
- Myotis nigricans (Schinz, 1821) vit en Amérique centrale et en Amérique du Sud
- Myotis oreias (Temminck, 1840) se trouve à Singapour
- Myotis ozensis (Imaizumi, 1954) est endémique de l'île de Honshu au Japon
- Myotis planiceps (Baker, 1955) a été contacté dans l'est du Mexique. Réputée éteinte jusqu'à une date récente, l'espèce est répertoriée comme très menacée par l'UICN (statut CR)
- Myotis ridleyi (Thomas, 1898) vit en Indonésie
- Myotis rosseti (Oey, 1951) vit en Thaïlande et au Cambodge
- Myotis scotti (Thomas, 1927) sur les hauts-plateaux d'Éthiopie
- Myotis siligorensis (Horsfield, 1855) vit dans le sud de l'Asie
- Myotis sodalis (Miller et Allen, 1928), espèce menacée autochtone du centre et de l'est des États-Unis
- Myotis yesoensis (Yoshiyuki, 1984) est endémique de l'île de Hokkaidō

### Sous-genreIsotus
- Myotis bombinus (Thomas, 1906) est acclimaté à l'Asie orientale
- Myotis crypticus (Ruedi, Ibáñez, Salicini, Juste & Puechmaille, 2019) — murin cryptique vit dans le Sud de l'Europe de l'Ouest
- Myotis nattereri (Kuhl, 1817) — murin de Natterer vit en Europe et dans l'Ouest-asiatique
- Myotis nustrale Ruedi, Beuneux & Puechmaille, 2023 — murin de Corse vit en Corse[11]
- Myotis schaubi (Kormos, 1934) est une espèce menacée typique de l'Arménie et de l'Iran
- Myotis zenatius (Ibáñez, Juste, Salicini, Puechmaille & Ruedi, 2019) — murin Zenati vit en Afrique du Nord

### Sous-genreLeuconœ
- Myotis adversus (Horsfield, 1824)) est répandue de l'Extrême-Orient à l'ouest de l'Océanie et l'Australie
- Myotis aelleni (Baud, 1979) au sud ouest de l'Argentine
- Myotis albescens (E. Geoffroy, 1806) en Amérique centrale et Amérique du Sud
- Myotis austroriparius (Rhoads, 1897) en Californie
- Myotis bocagei (Peters, 1870) dans une grande partie de l'Afrique et au Yémen
- Myotis capaccinii (Bonaparte, 1837) — murin de Capaccini ou chauve-souris à longs doigts, se trouve le long du pourtour nord et est de la Méditerranée
- Myotis chiloensis (Waterhouse, 1840) vit en Patagonie
- Myotis cobanensis (Goodwin, 1955) n'a été contactée qu'au Guatemala. L'espèce est en danger critique d'extinction.
- Myotis dasycneme (Boie, 1825) — murin des marais est vivace à travers l'Eurasie
- Myotis daubentonii (Kuhl, 1817) — murin de Daubenton est vivace à travers l'Eurasie
- Myotis fortidens (Miller et Allen, 1928) en Amérique centrale
- Myotis grisescens (A. H. Howell, 1909) vit dans l'est des États-Unis. Du fait de la destruction de son habitat, cette espèce est menacée.
- Myotis hasseltii (Temminck, 1840) vit en Asie du Sud
- Myotis horsfieldii (Temminck, 1840) vit en Asie du Sud
- Myotis levis (I. Geoffroy, 1824) en Amérique centrale et Amérique du Sud
- Myotis longipes (Dobson, 1873) vit en Afghanistan et au Cachemire
- Myotis lucifugus (LeConte, 1831) — petite chauve-souris brune ou vespertilion brun, une espèce d'Amérique du Nord (y compris le Mexique)
- Myotis macrodactylus (Temminck, 1840) vit dans le sud-est de la Sibérie
- Myotis macrotarsus (Waterhouse, 1845) se rencontre dans l'île de Bornéo et aux Philippines
- Myotis montivagus (Dobson, 1874) vit en Asie du Sud
- Myotis oxyotus (Peters, 1867) en Amérique centrale et Amérique du Sud
- Myotis peninsularis (Miller, 1898) ne se trouve qu'à la pointe sud de la presqu'île de Californie
- Myotis pruinosus (Yoshiyuki, 1971) est acclimaté au Japon ; l'espèce est répertoriée comme menacée.
- Myotis ricketti (Thomas, 1894) vit en Extrême-Orient
- Myotis riparius (Handley, 1960) en Amérique centrale et Amérique du Sud
- Myotis ruber (E. Geoffroy, 1806) vit en Argentine
- Myotis simus (Thomas, 1901) vit dans le bassin de l'Amazone
- Myotis stalkeri (Thomas, 1910) ne se trouve que dans deux îles des Moluques ; l'espèce est répertoriée comme menacée.
- Myotis velifer (J. A. Allen, 1890) se rencontre de la Californie à l'Amérique centrale
- Myotis volans (H. Allen, 1866) — chauve-souris à longues pattes se rencontre de la Californie au Mexique
- Myotis yumanensis (H. Allen, 1864) — chauve-souris de Yuma vit dans l'ouest des États-Unis.

### Sous-genrePisonyx
- Myotis vivesi (Menegaux, 1901) est connu pour son adaptation à la pêche. On la trouve dans l'Ouest du Mexique.

### Sous-genreCistugo
- Myotis lesueuri (Roberts, 1919) vit en Afrique du Sud
- Myotis seabrai (Thomas, 1912) est répandu dans toute l'Afrique méridionale